# Désertes
Désertes (Dzérta in patois occitano locale) è un comune soppresso nel 1928 e una frazione del comune di Cesana Torinese, di antichissime origini, e sorge a 1550 m, sulla sinistra orografica della Dora Riparia.

## Origini del nome

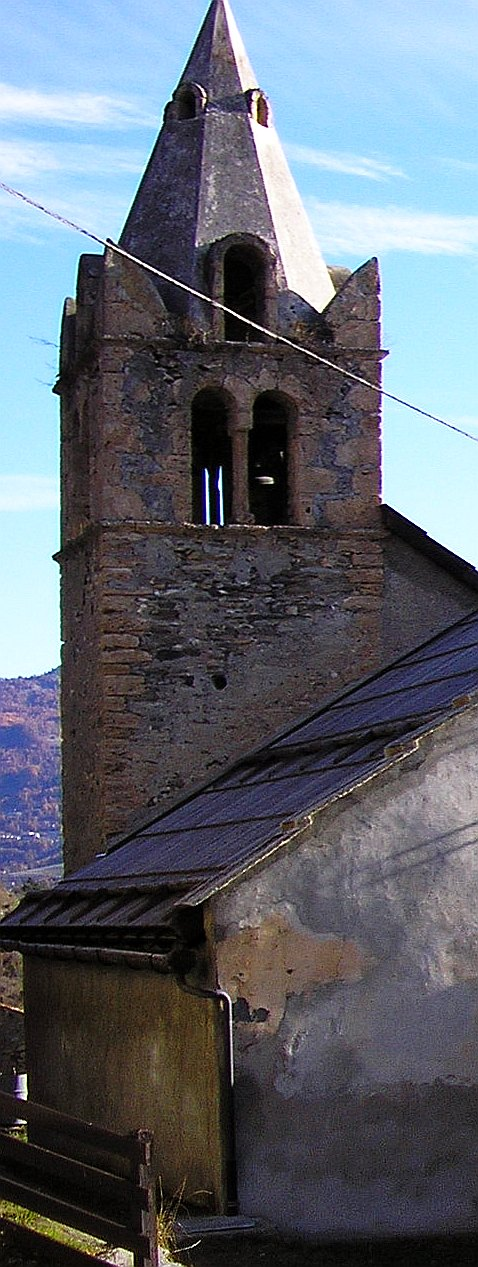
Il campanile

Il toponimo deriverebbe dalle distruzioni e dai massacri subiti dalle popolazioni ad opera dei Saraceni.

## Storia
Il censimento del 1910, calcolava la popolazione dell'allora piccolo comune a 210 abitanti. Nel 2011, invece, si calcolava un solo residente. Infine, nel 2019, una coppia di giovani vi ha stabilito il suo domicilio per tutto l'anno. Nei mesi estivi vi si può comunque incontrare qualche famiglia in villeggiatura. 
Alla fine del XIX secolo, l'intera zona entrò a far parte dell'opera di fortificazione e messa in sicurezza dei confini del Regno d'Italia. Fu costruita, dal Genio militare, un'ardita strada militare, per mettere in comunicazione Désertes con il fondo valle. Per presidiare il Passo di Désertes, venne costruita una capiente caserma su 2 piani: "il ricovero di Plan le Selle".
Il comune di Désertes fu soppresso nel 1928 (R.D. N°2541 del 08/11/1928, "Riunione dei comuni di Bousson, Cesana Torinese, Champlas du Col, Désertes, Fenils, Mollières, Sauze di Cesana, Solomiac e Thures in un unico comune con capoluogo e denominazione «Cesana Torinese»", Gazzetta Ufficiale N°278 del 29/11/1928).

## Monumenti e luoghi d'interesse
La chiesa di Santa Margherita venne eretta a parrocchia, separandosi da Cesana, nel 1487. Oltre a un piccolo cimitero, sono presenti due cappelle, una dedicata ai Santi Pietro e Paolo con affreschi del pittore pinerolese Mario Borgna e l'altra dedicata a Sant'Antonio da Padova appena fuori dal paese lungo la mulattiera per Fenils.